# Francisca Flores
Francisca Flores (San Diego, diciembre de 1913 - 27 de abril de 1996) fue una editora, periodista y activista por los derechos laborales y civiles y una de las primeras feministas chicanas. Fue editora de la revista feminista Regeneración y colaboró en otros periódicos y revistas como La Luz y Mas Grafica. También fue activista contra la pobreza.

## Biografía
Flores nació en 1913 en San Diego, CA, hija de María Montelongo, delegada sindical y cocinera, y Vicente Flores, trabajador de un matadero. En esa época los barrios de San Diego crecieron a causa de la inmigración de la población que salía de México huyendo de los enfrentamientos por la Revolución Mexicana (1910-1917).
En 1926, su hermano Vincent murió de tuberculosis, una enfermedad muy corriente en los barrios de inmigración; el mismo año, Flores contrajo la misma enfermedad y pasó los siguientes diez años en el Vauclain TB Sanitarium en San Diego County, sanatorio para los afectados por la enfermedad. Mientras estuvo allí, Flores se hizo amiga de las veteranas de la Revolución Mexicana . Estas amistades la llevaron a organizar un grupo de discusión política para mujeres en el sanatorio, Hermanas de la Revolución Mexicana, grupo del que -según su sobrino- ella no se sitió realmente parte porque sintió que tenía que involucrarse como mexicoamericana en Estados Unidos. Su experiencia con el grupo la inspiró a promover los derechos de las mujeres e influyó mucho en sus ideas sobre política, trabajo y derechos civiles, que eran de izquierda y pro-mexicanos. Flores dejó el sanatorio en 1936 a los 23 años. En 1941 el FBI la consideró por su activismo una persona peligrosa clasificada con el Grupo A destinado a las personas más peligrosas que con toda probabilidad deberían ser internadas en caso de guerra. Aunque nunca fue detenida, fue seguida durante décadas por el FBI.
Se mudó a Los Ángeles y en 1943, Flores se unió al Comité de Defensa de Sleepy Lagoon, un grupo de activistas de California comprometidos con la defensa de un grupo de 12 jóvenes mexicoamericanos condenados falsamente por el asesinato en 1942 de José Gallardo Díaz, en lo que se conoció como el Juicio de Sleepy Lagoon . Flores también organizó proyecciones clandestinas de la película a favor de los sindicatos de La sal de la tierra de 1954, que fue incluida en la lista negra durante la era McCarthy. En 1960, ayudó a fundar la Asociación Política Mexicoamericana (MAPA).
Murió el 27 de abril de 1996 tras un derrame cerebral que le provocó el coma.

## Activismo feminista
Junto con otros líderes chicanas como Dolores Huerta, Flores enfrentó el sexismo cultural dentro de la comunidad activista mexicoamericana. “Sabía que los hombres no nos tomaban en serio. Solo querían que hiciéramos tortillas ”, le dijo a su sobrino. "No podían aceptar que tuviéramos nuestras propias ideas".
Flores sintió que el Movimiento Chicano de la década de 1960 d. C. no abordaba adecuadamente los derechos y necesidades de las mujeres chicanas, por lo que ella y otras mujeres se separaron del movimiento y crearon la Comisión Femenil Mexicana Nacional, la primera organización feminista chicana nacional en Estados Unidos. Tenía como objetivo capacitar a una nueva generación de líderes chicanas y promover programas comunitarios para ayudar a la comunidad chicana, un activismo feminista pionero previo a la llamada segunda ola del feminismo en Estados Unidos de mediados de los 60.
Fue una de las pocas mujeres que participaron en la fundación en 1960 de la Asociación Política Mexicano Americana (MAPA).
En la década de 1970, la Comisión abrió el Chicano Service Action Center (CSAC), un centro de intercambio de empleo ubicado en Los Ángeles, dos guarderías bilingües (Centro de Niños) y un refugio para víctimas de violencia doméstica. Finalmente, se establecieron más de 20 capítulos activos con aproximadamente 300 miembros en la década de 1980.
Hoy se recuerda a Flores como una feminista chicana que buscaba liberar a las mujeres mexicoamericanas. Flores se enfrentó a fuertes críticas dirigidas al movimiento feminista Chicana. La respuesta de Flores a las críticas de que el feminismo era una "traición a la cultura y la herencia chicanas" fue "¡Nuestra cultura es el infierno!" que se convirtió en un lema del movimiento feminista Chicana.
Flores era editora de Regeneración, una revista feminista inspirada en el periódico anarquista mexicano del mismo nombre que había sido publicado por los hermanos Magnón a principios del siglo XX. En él escribió: "Las chicanas ya no pueden permanecer en un papel subordinado o como fuerzas auxiliares en el movimiento chicano". Deben estar incluidos en la primera línea de comunicación, liderazgo y responsabilidad organizacional. . . . El tema de la igualdad, la libertad y la autodeterminación de los chicanos, como el derecho a la autodeterminación, la igualdad y la liberación de la comunidad chicana mexicana, no es negociable ".
Flores también fue una gran activista por los derechos de las mujeres especialmente en favor de los derechos reproductivos, especialmente por el acceso a los anticonceptivos. Sobre el aborto escribió: "El aborto, en nuestra opinión, es una decisión personal. Las mujeres deben poder hacerlo sin restricciones legales ”.